# Bob Erlendson
Bob Erlendson (* 17. Januar 1931 in Winnipeg, Manitoba als Robert Arthur Glen Erlendson; † 25. Januar 2024) war ein kanadischer Jazzpianist und -komponist.

## Leben und Wirken
Erlendson erhielt als Kind klassischen Klavierunterricht, um dann auf dem United College zu studieren. Während dieser Jahre entdeckte er sein Interesse an Jazz. Er unterrichtete Lenny Breau und Bernie Senensky. Mitte der 1950er Jahre tourte er drei Jahre lang mit Don Thompson in den USA. Dann spielte er mit Ed Bickert, Tommy Banks, Rob McConnell, Reg Schwager, Moe Koffman oder Pat LaBarbera. 
In den 1970er Jahren studierte Erlendson in Toronto Jazz-Arrangement bei Gordon Delamont; nach fünf Jahren des Studiums gewann er 1976 den Eddie Karam Award für das beste neue Arrangement. Er leitete seine eigenen Trio- und Oktettbesetzungen, mit denen er 1883 die Single (Ain't) Nobody's Business but Our Own und ab 1987 mehrere Alben vorlegte. Auch nahm er mit Don Thompson und Cheryl Fisher auf und tourte mit den Sängerinnen Shirley Eickhard (Riding Home, Riding on the 65) und Georgia Ambrose. Seine Kompositionen, vor allem Lullaby, wurden auch von anderen Musikern gespielt und aufgenommen.
Nach Jahren in Toronto lebte Erlendson ab 2008 in Calgary; dort arbeitete er auch mit seiner Tochter Jessica Erlendson zusammen, die sich ebenfalls als Musikerin betätigte. Sein früher Einfluss auf Lenny Breau wird im Dokumentarfilm The Genius of Lenny Breau von Emily Hughes thematisiert.

## Diskographische Hinweise
- Solo Piano (1987)
- Pardonnez Moi (1989)
- All About Jazz (2008)